# 金玉駅
金玉駅（クモクえき）は、朝鮮民主主義人民共和国黄海北道勝湖郡にある、朝鮮民主主義人民共和国鉄道省平徳線の駅。

## 歴史
- 日時不明：開業。

## 隣の駅
朝鮮民主主義人民共和国鉄道省
平徳線
貨泉駅 - 金玉駅 - 松街駅